# Lippia

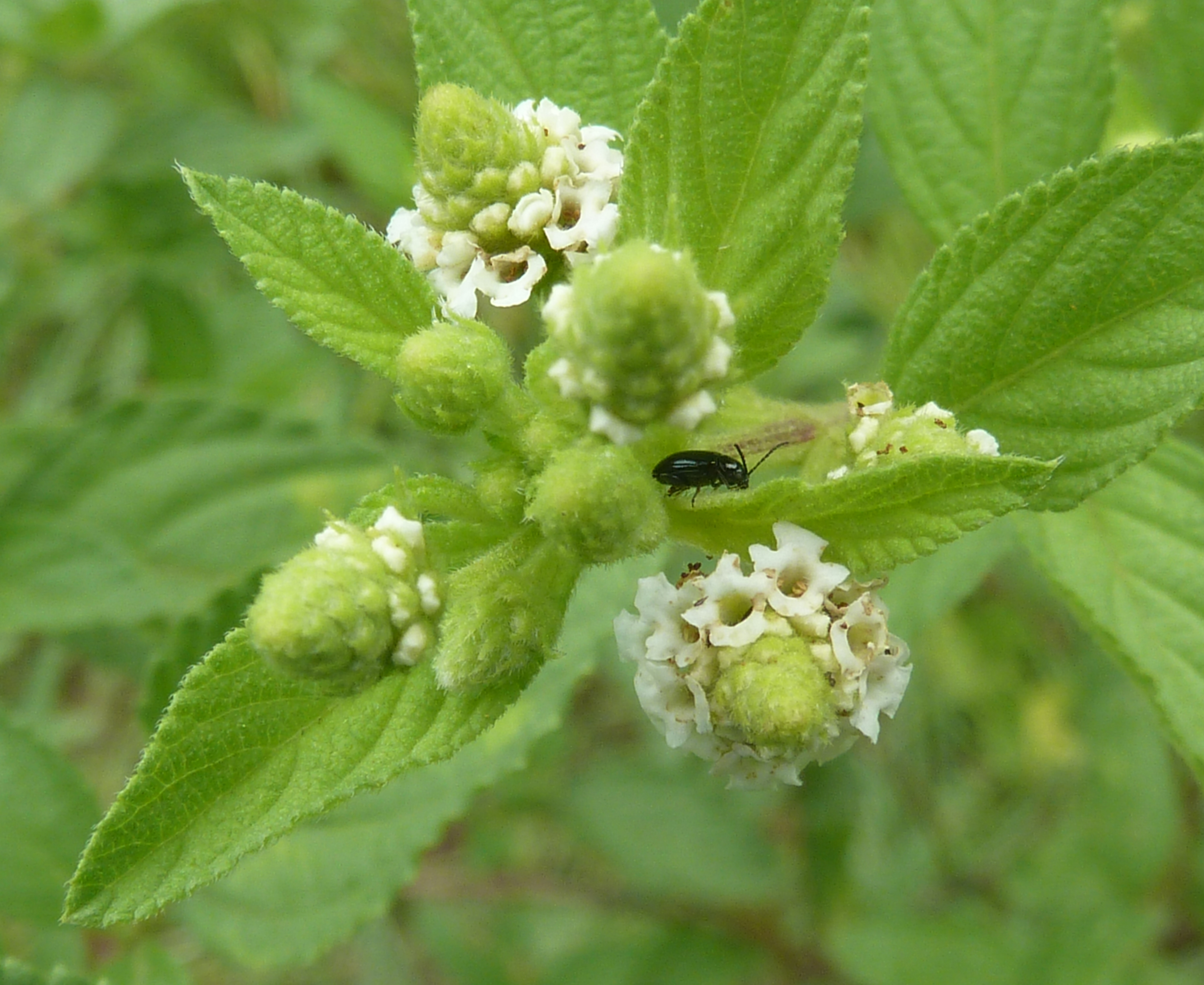
Lippia javanica

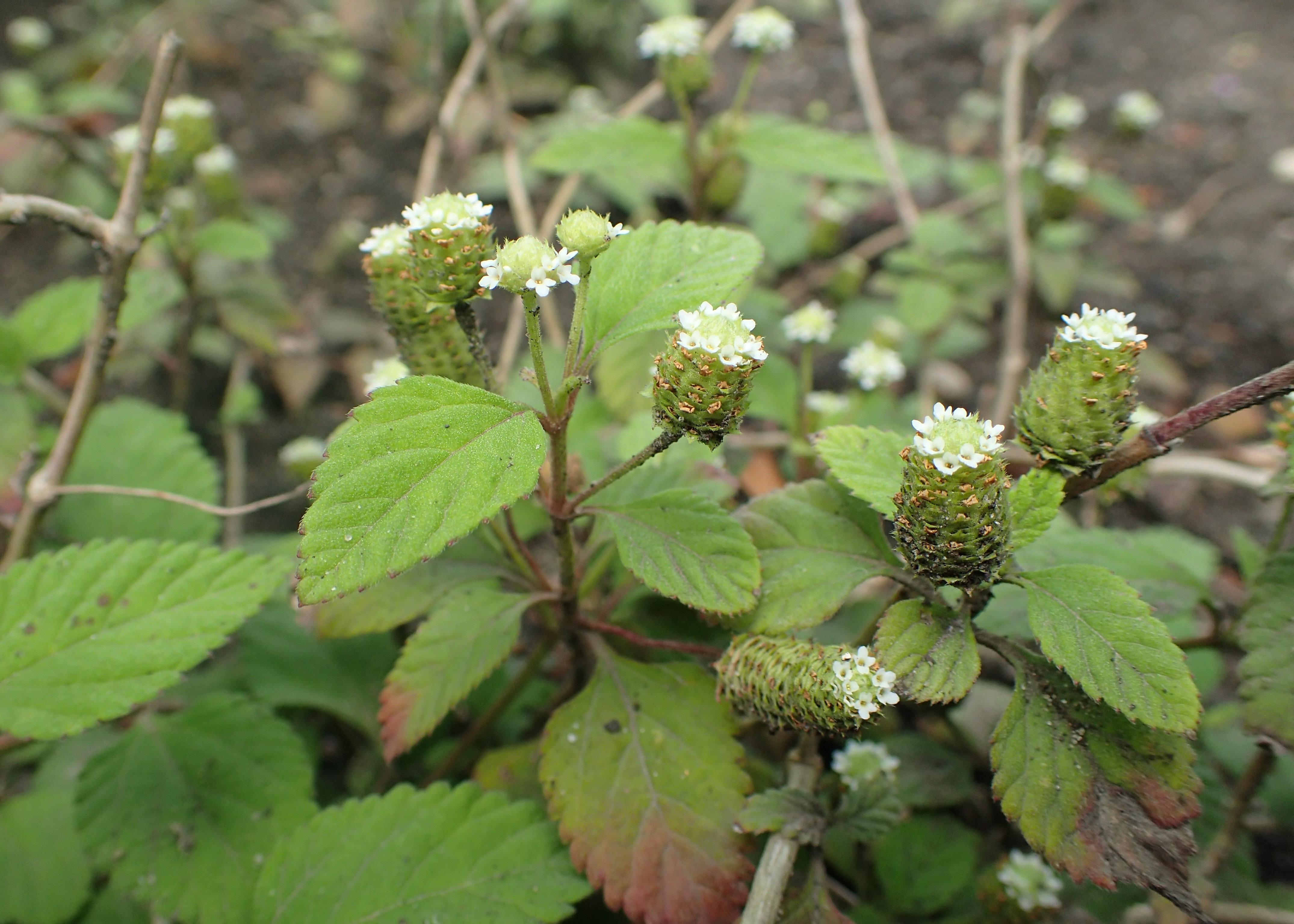
Lippia słodka

Lippia (Lippia L.) – rodzaj roślin z rodziny werbenowatych (Verbenaceae). Obejmuje 174 gatunki. Występują one w strefie międzyzwrotnikowej obu kontynentów amerykańskich oraz w Afryce, jako rośliny introdukowane obecne są także na subkontynencie indyjskim i w północnej Australii.
Liście wielu gatunków służą do sporządzania naparów pijanych podobnie jak herbata oraz służą jako przyprawa (w tym zwłaszcza L. origanoides stosowana jako zamiennik oregano). Liście L. plicata mają działanie robakobójcze i spożywane są przez szympanse. Niektóre gatunki uprawiane są jako ozdobne, w tym m.in. lippia słodka L. dulcis znana i wykorzystywana przez Azteków też jako roślina lecznicza. Z powodu zawartości hernandulcyny 800 razy słodszej od sacharozy wykorzystywana jest też ona jako naturalny słodzik.

## Morfologia

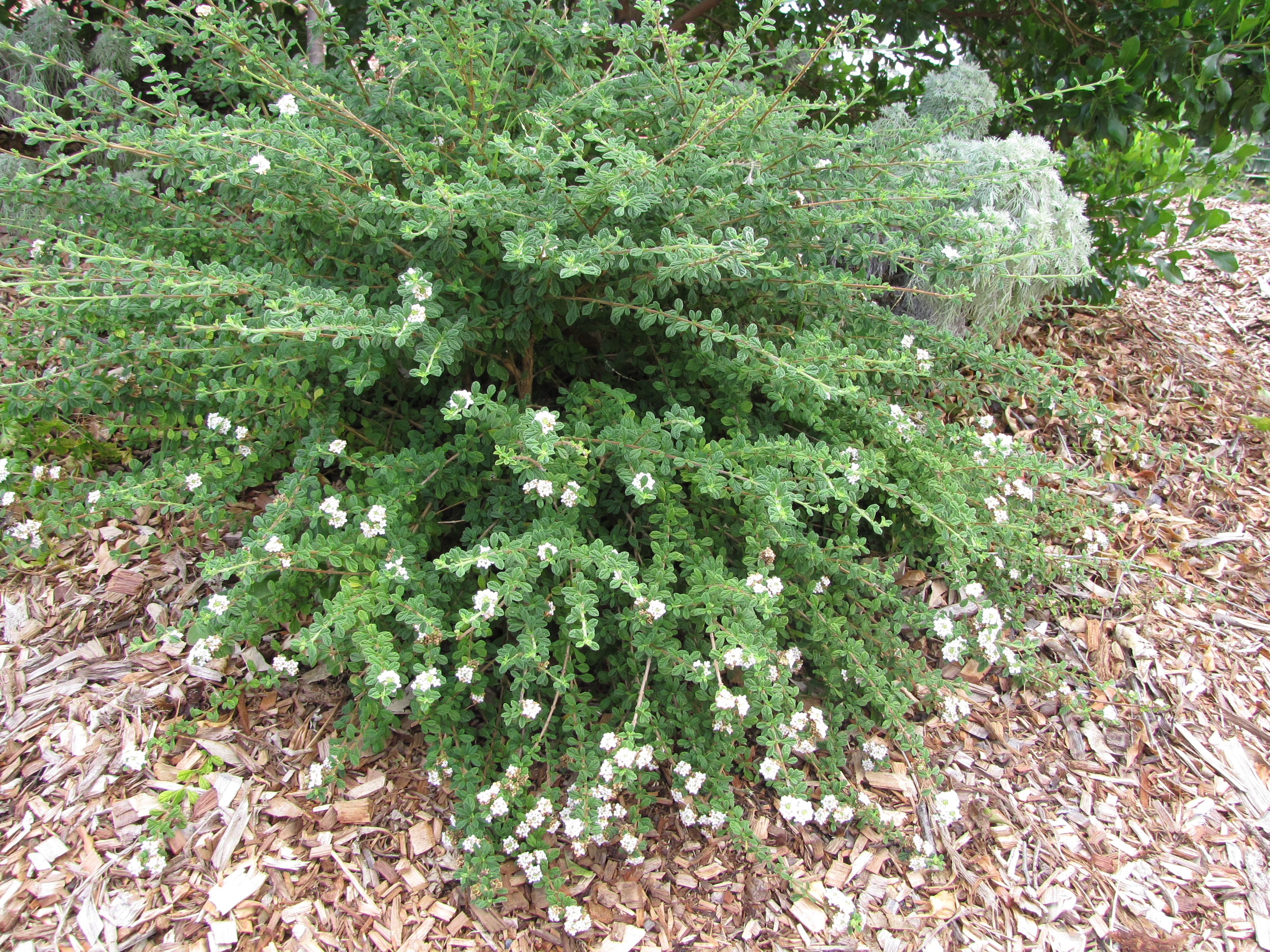
Lippia micromera

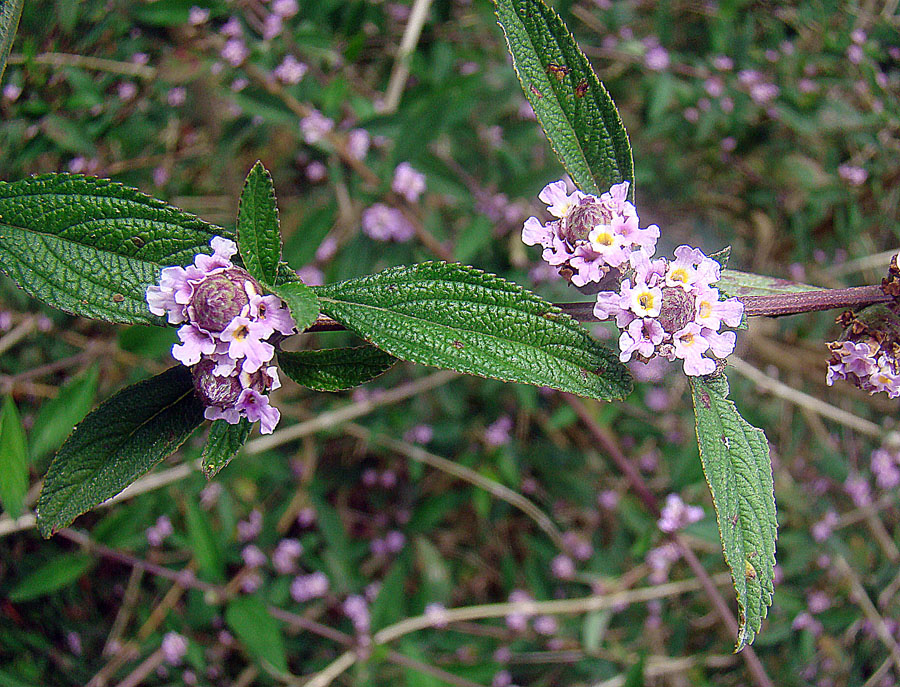
Lippia alba

PokrójByliny, krzewy i krzewinki, często aromatyczne.
LiścieCałobrzegie lub ząbkowane.
KwiatyZebrane w gęste kwiatostany główkowate lub kłosokształtne wyrastające szczytowo i w kątach liści, czasem z okazałymi podsadkami. Kwiaty są siedzące. Kielich błoniasty, rurkowaty lub dzwonkowaty, trwały, z dwoma lub czterema niewielkimi ząbkami. Korona barwy białej, kremowożółtej, różowej i różowofioletowej, zwykle z żółto zabarwioną gardzielą. Słabo dwuwargowa, z czterema łatkami i rurką prostą lub wygiętą. Pręciki są cztery, przyrośnięte do środkowej lub górnej części rurki korony i w niej schowane, z równoległymi pylnikami. Szyjka słupka pojedyncza ze skośnym lub bocznym znamieniem.
OwoceSuche rozłupnie.

## Systematyka
Rodzaj z rodziny werbenowatych Verbenaceae. 
Wykaz gatunków
- Lippia aberrans (Briq.) Tronc.
- Lippia abyssinica (Otto & A.Dietr.) Cufod.
- Lippia acuminata C.Wright ex Griseb.
- Lippia acutidens Mart. & Schauer
- Lippia alba (Mill.) N.E.Br. ex Britton & P.Wilson
- Lippia alnifolia Schauer
- Lippia americana L.
- Lippia angustifolia Cham.
- Lippia antaica Loes. & Moldenke
- Lippia appendiculata B.L.Rob. & Greenm.
- Lippia arechavaletae Moldenke
- Lippia aristata Schauer
- Lippia asperrima Cham.
- Lippia balansae Briq.
- Lippia baumii Gürke
- Lippia bellatula Moldenke
- Lippia bicolor Kunth & C.D.Bouché
- Lippia brachypoda (Hayek) Tronc.
- Lippia bracteosa (M.Martens & Galeotti) Moldenke
- Lippia bradei Moldenke
- Lippia brasiliensis (Link) T.R.S.Silva
- Lippia bromleyana Moldenke
- Lippia burtonii Baker
- Lippia callensii Moldenke
- Lippia campestris Moldenke
- Lippia cardiostegia Benth.
- Lippia carviodora Meikle
- Lippia chevalieri Moldenke
- Lippia chiapasensis Loes.
- Lippia chrysantha Greenm.
- Lippia ciliata Salimena
- Lippia coarctata Tronc.
- Lippia coriacea Briq.
- Lippia corymbosa Cham.
- Lippia crucifera B.P.Moreira & Deble
- Lippia culmenicola Moldenke
- Lippia dauensis (Chiov.) Chiov.
- Lippia deltata I.N.Santana & T.R.S.Silva
- Lippia diversifolia P.H.Cardoso & Salimena
- Lippia domingensis Moldenke
- Lippia dulcis Trevir. – lippia słodka
- Lippia durangensis Moldenke
- Lippia ekmanii Moldenke
- Lippia elliptica Schauer
- Lippia eupatorium Schauer
- Lippia fastigiata Brandegee
- Lippia felippei Moldenke
- Lippia ferruginea Kunth
- Lippia filifolia Mart. & Schauer
- Lippia fissicalyx Tronc.
- Lippia flavida Urb.
- Lippia florida Cham.
- Lippia formosa Brandegee
- Lippia fragrans Turcz.
- Lippia ganevii Salimena & Múlgura
- Lippia gardneriana Schauer
- Lippia gehrtii Moldenke
- Lippia gentryi Standl.
- Lippia glazioviana Loes.
- Lippia gossweileri S.Moore
- Lippia grandiflora Mart. & Schauer
- Lippia grata Schauer
- Lippia harleyi Moldenke
- Lippia hassleriana Chodat
- Lippia hatschbachii Moldenke
- Lippia hederifolia Mart. & Schauer
- Lippia herbacea Mart. ex Schauer
- Lippia hermannioides Cham.
- Lippia hieraciifolia Cham.
- Lippia hirsuta L.f.
- Lippia hirta (Cham.) Meisn. ex Walp.
- Lippia hispida R.D.Good
- Lippia hoehnei Moldenke
- Lippia horridula (Epling) Salimena, Múlgura & Harley
- Lippia inopinata Moldenke
- Lippia insignis Moldenke
- Lippia integrifolia (Griseb.) Hieron.
- Lippia javanica (Burm.f.) Spreng.
- Lippia junelliana (Moldenke) Tronc.
- Lippia kituiensis Vatke
- Lippia krenakiana P.H.Cardoso, V.I.R.Valério & Salimena
- Lippia lacunosa Mart. & Schauer
- Lippia lamiana (Moldenke) Moldenke
- Lippia lanata Walp.
- Lippia lasiocalycina Cham.
- Lippia lasiocalyx Herzog
- Lippia lindmanii Briq.
- Lippia linearifolia Moldenke
- Lippia lippioides (Cham.) Rusby
- Lippia lojensis Moldenke
- Lippia longipedunculata Kuntze
- Lippia longispicata Salimena
- Lippia lopezii Moldenke
- Lippia lorentzii Moldenke
- Lippia lupulina Cham.
- Lippia macedoi Moldenke
- Lippia macrophylla Cham.
- Lippia magentea T.R.S.Silva
- Lippia mantiqueirae P.H.Cardoso & Salimena
- Lippia marrubiifolia Reichardt
- Lippia martiana Schauer
- Lippia maximiliani (Schauer) T.R.S.Silva
- Lippia mcvaughii Moldenke
- Lippia melastomifolia Gand.
- Lippia mexicana G.L.Nesom
- Lippia micromera Schauer
- Lippia minima Salimena
- Lippia morii Moldenke
- Lippia multiflora Moldenke
- Lippia myriocephala Schltdl. & Cham.
- Lippia oatesii Rolfe
- Lippia oaxacana B.L.Rob. & Greenm.
- Lippia origanoides Kunth
- Lippia oxycnemis Schauer
- Lippia oxyphyllaria (Donn.Sm.) Standl.
- Lippia paranensis (Moldenke) T.R.S.Silva & Salimena
- Lippia pearsonii Moldenke
- Lippia pedunculata H.Pearson
- Lippia pedunculosa Hayek
- Lippia phryxocalyx Briq.
- Lippia plicata Baker
- Lippia possensis Moldenke
- Lippia praecox Mildbr. ex Moldenke
- Lippia primulina S.Moore
- Lippia procurrens (Schauer) T.R.S.Silva
- Lippia pseudothea (A.St.-Hil. , A.Juss. & Cambess.) Schauer
- Lippia pubescens (Moldenke) T.R.S.Silva
- Lippia pumila Cham.
- Lippia pusilla T.R.S.Silva & Salimena
- Lippia radula Baker
- Lippia raoniana P.H.Cardoso & Salimena
- Lippia recolletae Morong
- Lippia rehmannii H.Pearson
- Lippia renifolia Turcz.
- Lippia rhodocnemis Mart. & Schauer
- Lippia riedeliana Schauer
- Lippia rodriguezii Moldenke
- Lippia rosmarinifolia Andersson
- Lippia rotundifolia Cham.
- Lippia rubella (Moldenke) T.R.S.Silva & Salimena
- Lippia rugosa A.Chev.
- Lippia rzedowskii Moldenke
- Lippia salicifolia Andersson
- Lippia salsa Griseb.
- Lippia sandwithiana Moldenke
- Lippia saturejifolia Mart. & Schauer
- Lippia savoryi Meikle
- Lippia scaberrima Sond.
- Lippia schaueriana Mart. ex Schauer
- Lippia schlimii Turcz.
- Lippia sclerophylla Briq.
- Lippia sericea Cham.
- Lippia somalensis Vatke
- Lippia spiraeastrum (Mart. & Schauer) T.R.S.Silva
- Lippia stachyoides Cham.
- Lippia stoechadifolia (L.) Kunth
- Lippia subracemosa Mansf.
- Lippia suffruticosa (Griseb.) Kuntze
- Lippia tayacajana Moldenke
- Lippia tegulifera Briq.
- Lippia tepicana Moldenke
- Lippia thymoides Mart. & Schauer
- Lippia trachyphylla Briq.
- Lippia triplinervis Gardner
- Lippia tristis Briq.
- Lippia trollii Moldenke
- Lippia turbinata Griseb.
- Lippia turnerifolia Cham.
- Lippia umbellata Cav.
- Lippia vernonioides Cham.
- Lippia villafloridana Kuntze
- Lippia vinosa Moldenke
- Lippia woodii Moldenke
- Lippia yucatana Loes.